# Vicariato apostólico de Requena
El vicariato apostólico de Requena (en latín: Vicariatus Apostolicus Requenaënsis) es una circunscripción eclesiástica de la Iglesia católica en Perú. Se trata de un vicariato apostólico latino, inmediatamente sujeto a la Santa Sede. Desde el 4 de junio de 2022 su vicario apostólico es el obispo Alejandro Adolfo Wiesse León, de la Orden de Frailes Menores.

## Territorio y organización
El vicariato apostólico tiene 82 000 km² y extiende su jurisdicción sobre los fieles católicos de rito latino residentes en las provincias de Requena y Ucayali en el departamento de Loreto.
La sede del vicariato apostólico se encuentra en la ciudad de Requena, en donde se halla la Catedral de San Antonio de Padua.
En 2022 en el vicariato apostólico existían 8 parroquias.

## Historia
El vicariato apostólico fue erigido el 2 de marzo de 1956 con la bula Cum petierit del papa Pío XII, tras la división del vicariato apostólico de Ucayali.

## Estadísticas
Según el Anuario Pontificio 2023 el vicariato apostólico tenía a fines de 2022 un total de 146 000 fieles bautizados.
| Año                                                                             | Población | Población | Población      | Sacerdotes | Sacerdotes | Sacerdotes | Católicos por sacerdote | Diáconos permanentes | Religiosos | Religiosos | Parroquias y cuasiparroquias |
| Año                                                                             | Católicos | Total     | % de católicos | Total      | Diocesanos | Regulares  | Católicos por sacerdote | Diáconos permanentes | Masculinos | Femeninos  | Parroquias y cuasiparroquias |
| ------------------------------------------------------------------------------- | --------- | --------- | -------------- | ---------- | ---------- | ---------- | ----------------------- | -------------------- | ---------- | ---------- | ---------------------------- |
| 1966                                                                            | 65 754    | 67 754    | 97.0           | 20         |            | 20         | 3287                    |                      |            | 32         | 9                            |
| 1970                                                                            | 88 000    | 89 000    | 98.9           | 18         |            | 18         | 4888                    | 1                    | 20         |            |                              |
| 1976                                                                            | 88 000    | 90 000    | 97.8           | 15         |            | 15         | 5866                    | 1                    | 21         | 26         | 9                            |
| 1980                                                                            | 93 800    | 97 600    | 96.1           | 12         |            | 12         | 7816                    | 3                    | 17         | 24         | 9                            |
| 1990                                                                            | 91 700    | 100 000   | 91.7           | 6          | 1          | 5          | 15 283                  |                      | 9          | 23         | 8                            |
| 1999                                                                            | 107 000   | 122 000   | 87.7           | 10         | 3          | 7          | 10 700                  |                      | 8          | 21         | 8                            |
| 2000                                                                            | 108 000   | 124 000   | 87.1           | 9          | 4          | 5          | 12 000                  |                      | 6          | 21         | 8                            |
| 2001                                                                            | 110 000   | 125 000   | 88.0           | 7          | 2          | 5          | 15 714                  |                      | 7          | 20         | 8                            |
| 2002                                                                            | 111 000   | 127 000   | 87.4           | 7          | 2          | 5          | 15 857                  |                      | 10         | 19         | 8                            |
| 2003                                                                            | 113 000   | 130 000   | 86.9           | 7          | 2          | 5          | 16 142                  |                      | 10         | 20         | 8                            |
| 2004                                                                            | 120 000   | 135 000   | 88.9           | 8          | 2          | 6          | 15 000                  |                      | 13         | 25         | 8                            |
| 2010                                                                            | 128 000   | 145 000   | 88.3           | 7          | 1          | 6          | 18 285                  |                      | 13         | 21         | 8                            |
| 2014                                                                            | 133 000   | 151 700   | 87.7           | 14         | 6          | 8          | 9500                    |                      | 14         | 20         | 8                            |
| 2017                                                                            | 137 350   | 156 650   | 87.7           | 7          | 2          | 5          | 19 621                  |                      | 13         | 21         | 8                            |
| 2020                                                                            | 141 700   | 161 700   | 87.6           | 6          | 2          | 4          | 23 616                  |                      | 9          | 22         | 8                            |
| 2022                                                                            | 146 000   | 166 000   | 88.0           | 7          | 2          | 5          | 20 857                  |                      | 8          | 19         | 8                            |
| Fuente: Catholic-Hierarchy, que a su vez toma los datos del Anuario Pontificio. |           |           |                |            |            |            |                         |                      |            |            |                              |

## Episcopologio
- Valeriano Ludovico Arroyo Paniego, O. F. M. † (26 de enero de 1957-26 de noviembre de 1973 retirado)
- Odorico Leovigildo Sáiz Pérez, O.F.M. † (26 de noviembre de 1973-15 de mayo de 1987 retirado)
- Victor de la Peña Pérez, O.F.M. † (15 de mayo de 1987-30 de julio de 2005 renunció)
- Juan Tomás Oliver Climent, O.F.M. (30 de julio de 2005 por sucesión-4 de junio de 2022 renunció)
- Alejandro Adolfo Wiesse León, O.F.M., desde el 4 de junio de 2022